# Kämpfe um Abyei 2011

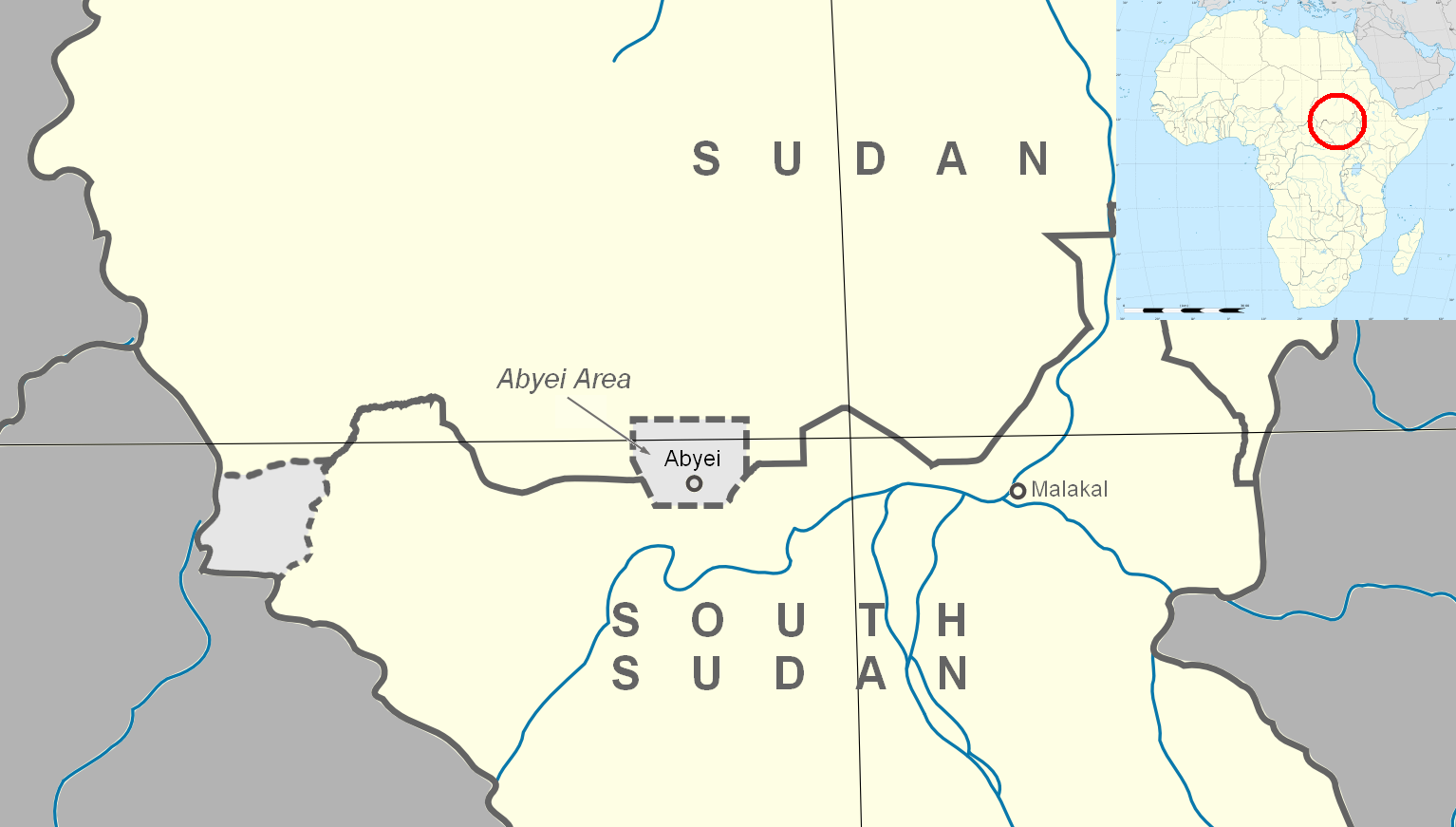
Lage des Abyei-Gebietes zwischen Sudan und Südsudan

Die Kämpfe um Abyei 2011 waren ein bewaffneter Konflikt, der vom 21. Mai bis zum 20. Juni 2011 zwischen dem Sudan und dem Südsudan um die Kontrolle des Gebietes Abyei stattfand. Dabei besetzten sudanesische Truppen das umstrittene Gebiet, und etwa Hunderttausend Bewohner flohen in den Südsudan. Beide Seiten vereinbarten schließlich, eine entmilitarisierte Zone einzurichten, die von der United Nations Interim Security Force for Abyei überwacht wird.

## Hintergrund
Mindestens seit 1956 gibt es Spannungen zwischen dem Südsudan, dessen Bevölkerung zum kleineren Teil christlich und stärker traditionell religiös ist, und dem Rest des Landes, der überwiegend muslimisch ist. Von 1955 bis 1972 und von 1983 bis 2005 herrschte Bürgerkrieg zwischen südsudanesischen Rebellen und der vom Norden dominierten Zentralregierung. 2005 wurde der Krieg mit dem Umfassenden Friedensabkommen beendet.
Auch nach dem Abkommen blieb jedoch der Status des Grenzgebietes Abyei umstritten. Im Bürgerkrieg hatten die in dem Gebiet lebenden Ngok (Dinka) größtenteils den Südsudan bzw. die südliche Rebellenarmee SPLA unterstützt, während Misseriya-Baggara auf Seiten der Regierung gekämpft hatten. Zudem liegen in der Nähe, bei Heglig, Erdölvorräte.
Entsprechend dem Friedensabkommen wurde in der Woche vom 9. bis zum 15. Januar 2011 ein Referendum über die Unabhängigkeit des Südsudans durchgeführt, wobei sich 98,83 % der Teilnehmer für die Unabhängigkeit aussprachen. Gemäß dem Friedensabkommen hätten die Einwohner des Abyei-Gebietes gleichzeitig darüber abstimmen sollen, ob ihr Gebiet künftig zum Norden oder zum Süden gehören soll. Dieses Referendum wurde jedoch abgesagt, da sich Nord- und Südsudan nicht darüber einigen konnten, ob nur die Ngok oder auch die Misseriya zur Teilnahme berechtigt sein sollten.

## Chronik
Am 21. Mai 2011 bemächtigte sich die sudanesische Armee mit Panzern des Gebietes Abyei, was die Truppen der südsudanesischen SPLA zum Rückzug zwang. Die Luftwaffe des Nordens bombardierte auch mehrere Dörfer in der Region, darunter Todach und Tagalei. Der Norden rechtfertigte seine Maßnahmen, indem er der SPLA vorwarf, am 19. Mai einen Konvoi Truppen des Nordens und UN-Friedenstruppen angegriffen zu haben, was Erstere dementieren.
Am 22. Mai 2011 verkündete Khartum die Einnahme der Region Abyei und erklärte laut Staatsminister Amin Hassan Omar seinen Willen, „bewaffnete Gruppen des Südens“ zu beseitigen. Der UN-Sicherheitsrat appellierte an den Norden, seine Truppen aus der umstrittenen Region zurückzuziehen, was Khartum verweigerte. Tausende Zivilisten flohen vor den Kämpfen; laut der UNO wurde von Plünderungen und Brandstiftungen berichtet.
Am 23. Mai 2011 reagierte der Südsudan, indem er den Norden beschuldigte, einen neuen Bürgerkrieg zu provozieren. Am nächsten Tag bestätigte der sudanesische Präsident, Umar al-Baschir, in einem Diskurs in Khartum, dass Abyei zum Nordsudan gehöre.
Am 25. Mai 2011 schlug UN-Generalsekretär Ban Ki-moon eine 7000 Mann starke Friedenstruppe für den Sudan vor, wobei am selben Tag vier Helikopter der UNO das Ziel von Feuer in Abyei wurden, wahrscheinlich von Truppen des Nordens. Am nächsten Tag bestätigte Salva Kiir Mayardit, dass es keinen neuen Krieg um die Kontrolle dieser umstrittenen Region gebe.
Am 28. Mai 2011 verkündete das nordsudanesische Militär das Ende seiner Kampfhandlungen in der Region. Am 31. Mai 2011 akzeptierten die beiden Seiten eine der Afrikanischen Union gemäße entmilitarisierte Zone, und Äthiopien war bereit, Truppen zu entsenden, um Friedenssicherung, wenn notwendig und von beiden Seiten gewünscht.
Am 5. Juni 2011 wurden die Kämpfe wieder aufgenommen, mit mehreren Toten, besonders im Dorf Umm Dorain, was die Flucht der Zivilbevölkerung verursachte. Am 8. Juni 2011 rief der Südsudan zu einem Waffenstillstand auf und warf außerdem dem Norden vor, am 10. Juni 2011 in Unity ein Dorf attackiert zu haben.
Am 11. Juni 2011 akzeptierte Khartum Friedensverhandlungen mit dem Süden bezüglich der Region Abyei. Auch wenn noch ein Waffenstillstand geplant war, tobte der Kampf noch, besonders in Südkordofan.
Am 12. Juni 2011 willigte Khartum ein, seine Truppen vor dem 9. Juli, dem für die Unabhängigkeit des Südsudan vorgesehenen Datum, zurückzuziehen. Als Nächstes beschuldigte die SPLA den Sudan einer neuen Bombardierung auf seinem Territorium mittels MiG-23 und Antonov. Außerdem akzeptierten die beiden Lager am selben Tag eine entmilitarisierte Zone in Abyei und die Versendung äthiopischer Friedenssoldaten unter der Ägide der Afrikanischen Union.
Laut einem Sprecher der SPLA töteten am 14. Juni örtliche Milizionäre des Südens sieben sudanesische wie auch 22 Zivilisten in der Nähe der Region Abyei. US-Präsident Barack Obama forderte beide Seiten zu einem Waffenstillstand auf, stellte fest, dass „es keine militärische Lösung“ gebe, und beschuldigte den Norden, den Konflikt provoziert zu haben.
Am 19. Juni 2011, während sich die Kampfhandlungen verschärften, sandte Khartum Verstärkung nach Südkordofan, darunter zahlreiche gepanzerte Fahrzeuge. Darüber hinaus hatte die sudanesische Armee auch in Darfur Rebellen der Sudanesischen Befreiungsarmee (SLA) angegriffen, nach Angaben eines Sprechers der Rebellen 27 Personen inklusive 19 Zivilisten getötet.
Am 20. Juni 2011 vereinbarten beide Seiten, das umstrittene Gebiet Abyei zu entmilitarisieren und äthiopische Truppen in Friedensmissionen unter der Ägide der Vereinten Nationen zu entsenden und so den Konflikt zu beenden. Diese United Nations Interim Security Force for Abyei (UNISFA) wurde im Juli stationiert. Anfang November 2011 hatte der Sudan jedoch seine Truppen noch nicht aus dem Gebiet abgezogen.
Etwa 100.000 Ngok-Dinka flohen infolge der Kämpfe in angrenzende Gebiete des Südsudans. Bis April 2012 waren erst einige Tausend von ihnen zurückgekehrt, die meisten dieser Vertriebenen verbleiben unter prekären Bedingungen im Südsudan.

## Reaktionen aus dem Ausland
- Vereinigte Staaten: Außenministerin Hillary Clinton appellierte an den Sudan, seine Truppen aus der Region zurückzuziehen, und sagte, sie unterstütze den Vorschlag Äthiopiens[26]. Am 15. Juni forderte außerdem US-Präsident Barack Obama die beiden Lager zu einem Waffenstillstand auf, betonte, «es gibt keine militärische Lösung», und warf dem Norden vor, den Konflikt provoziert zu haben[20].
- Äthiopien: Der Sprecher des Außenministeriums, Dina Mufti, verlautbarte, dass Äthiopien bereit sei, Friedenstruppen in die Region zu schicken, falls notwendig und durch beide Seiten verlangt[27].
- Südsudan: Präsident Salva Kiir Mayardit stellte fest, dass es keinen neuen, die Region Abyei betreffenden Krieg gebe und er nicht die Unabhängigkeit des Landes verhindern werde[9].